# Селезні (Велізький район)
Селезні (рос. Селезни) — село у Велізького району Смоленської області Росії. Входить до складу Селезнівського сільського поселення.
Населення — становило 822 особи (2007 рік).
Поштовий індекс — 216280 , код ЗКАТУ — 66 203 870 001.

## Вулиці
Вулиці села :
| - вул. Лікарняна - Лікарняний провулок - Горького провулок - вул. Горького - вул. Запольна - Запольний провулок - вул. Зарічна - Зарічний провулок - вул. Колгоспна - Колгоспний провулок - вул. Комарова - Леніна провулок - вул. Леніна - вул. Лісова - вул. Льнозаводська | - Льнозаводський провулок - вул. Молодіжна - вул. Набережная - Набережний провулок - провулок Лісний - вул. Річна - Річний провулок - пл Свободи - вул. Учительська - Учительський провулок - вул. Шкільна - Шкільний провулок - вул. Ювілейна - Ювілейний провулок |

## Релігійне життя
Мешканці належали до Сертейського православного приходу Успіння Пресвятої Богородиці.